# 阿部倉温泉
阿部倉温泉（あべくらおんせん）とは、神奈川県横須賀市阿部倉にある温泉。

## 概要
奈良時代にこの地を訪れた行基によって発見されたという開湯伝説が伝わっている。
温泉宿は湯の沢旅館一軒のみであったが、長期休業を経て2011年7月に日帰り入浴のみの施設となり、後に閉館となっている。
大楠山ハイキングコース（塚山・阿部倉コース）の沿線にあり、ハイキング帰りの観光客に多く利用されていた。
2021年時点では、湯の沢旅館は温泉付き物件として売物件となっていた。
2024年に元・湯の沢旅館を温泉施設として再開業することを目指してリニューアルが進められ、2025年2月14日、現在の施設が開業した。